# 佐々木葉
佐々木 葉（ささき よう、1961年7月 - ）は、日本の土木工学者、建築学者。早稲田大学理工学術院創造理工学部教授、日本学術会議会員。
2024年6月、女性初の土木学会会長に就任。

## 人物・経歴
神奈川県鎌倉市生まれ。1984年早稲田大学理工学部建築学科卒業。1986年東京工業大学（のちの東京科学大学）大学院総合理工学研究科社会開発工学専攻博士課程前期修了、工学修士、電力中央研究所経済研究所入所。1989年東京大学工学部土木工学科橋梁研究室助手。1992年名古屋大学工学部地圏環境工学科助手。1993年東京大学博士（工学）。1995年日本福祉大学情報社会学部助教授。2003年早稲田大学理工学部社会環境工学科教授。2007年早稲田大学創造理工学部社会環境工学科教授。2015年プラット・インスティテュート客員研究員。2020年日本学術会議会員（第三部）。2023年土木学会次期会長（教育企画担当）、文化庁建築文化に関する検討会議委員。2024年土木学会会長。

## 作品
- 郡上八幡新橋[7]
- りんどう橋[7]
- 恵那駅前広場・バスシェルター[3]
- 白川橋[8]
- 東海北陸自動車道大牧トンネル[8]

## 監修
- 『ようこそドボク学科へ! : 都市・環境・デザイン・まちづくりと土木の学び方』学芸出版社 2015年